# Matt Clarke
Matthew Edward Barkell Clarke (ur. 22 września 1996 w Barham) – angielski piłkarz występujący na pozycji obrońcy w angielskim klubie West Bromwich Albion. Wychowanek Ipswich Town, w trakcie swojej kariery grał także w takich zespołach, jak Portsmouth, Brighton & Hove Albion oraz Derby County.